# Кобыляки (Тальновский район)
Кобыляки (укр. Кобиляки) — село в Тальновском районе Черкасской области Украины.
Население по переписи 2001 года составляло 35 человек. Почтовый индекс — 20412. Телефонный код — 4731.

## Местный совет
20412, Черкасская обл., Тальновский р-н, с. Оноприевка, ул. Ленина, 6